# Gare d'Effretikon
La gare d'Effretikon est une gare ferroviaire situé dans la commune d'Illnau-Effretikon, dans le canton de Zurich. Elle doit son nom du village d'Effretikon et est située sur la ligne principale Zurich - Winterthour, au point de jonction avec la ligne Effretikon - Hinwil,.

## Service des voyageurs

### Desserte
La gare est desservie par le Réseau express régional zurichois : lignes S3, S7, S8, S19 et S24.

### Intermodalité
Les bus de la Verkehrsbetriebe Glattal (en) desservent la gare d'Effretikon avec une station située juste au sud du bâtiment de la gare.